# Afyonkarahisar (circonscription électorale)
La circonscription électorale d'Afyonkarahisar correspond à la province du même nom et envoie six députés à la Grande Assemblée nationale de Turquie (cinq entre 2011 et 2018).

## Composition
La circonscription d'Afyonkarahisar est divisée en 18 districts (ilçe). Chaque district est composé d'un chef-lieu et de municipalités (communes et villages).

## Résultats électoraux

### Élections législatives de juin 2015
| Partis                   | Partis                                        | Voix | %   | Sièges | +/-           | Élus                                     |
| ------------------------ | --------------------------------------------- | ---- | --- | ------ | ------------- | ---------------------------------------- |
|                          | Parti de la justice et du développement (AKP) |      |     | 3      |               | Halil Ürün, Ali Özkaya et Remziye Sıvacı |
|                          | Parti d'action nationaliste (MHP)             |      |     | 1      | en stagnation | Mehmet Parsak                            |
|                          | Parti républicain du peuple (CHP)             |      |     | 1      | en stagnation | Burcu Köksal                             |
|                          |                                               |      |     |        |               |                                          |
| Total                    | Total                                         |      | 100 | 5      | en stagnation | -                                        |
| Inscrits / participation |                                               |      |     |        |               |                                          |

### Élections législatives de novembre 2015
| Partis                   | Partis                                        | Voix | %   | Sièges | +/-           | Élus                                           |
| ------------------------ | --------------------------------------------- | ---- | --- | ------ | ------------- | ---------------------------------------------- |
|                          | Parti de la justice et du développement (AKP) |      |     | 3      | en stagnation | Veysel Eroğlu, Ali Özkaya et Hatice Dudu Özkal |
|                          | Parti d'action nationaliste (MHP)             |      |     | 1      | en stagnation | Mehmet Parsak                                  |
|                          | Parti républicain du peuple (CHP)             |      |     | 1      | en stagnation | Burcu Köksal                                   |
|                          |                                               |      |     |        |               |                                                |
| Total                    | Total                                         |      | 100 | 5      | en stagnation | -                                              |
| Inscrits / participation |                                               |      |     |        |               |                                                |

### Élections législatives de 2018
| Partis                   | Partis                                        | Voix    | %     | Sièges | +/-           | Élus                                              |
| ------------------------ | --------------------------------------------- | ------- | ----- | ------ | ------------- | ------------------------------------------------- |
|                          | Parti de la justice et du développement (AKP) | 255 430 | 55,38 | 3      | en stagnation | Veysel Eroğlu, Ali Özkaya et İbrahim Yurdunuseven |
|                          | Parti républicain du peuple (CHP)             | 66 700  | 14,46 | 1      | en stagnation | Burcu Köksal                                      |
|                          | Parti d'action nationaliste (MHP)             | 64 342  | 13,95 | 1      | en stagnation | Mehmet Taytak                                     |
|                          | Le Bon Parti (İYİ)                            | 61 684  | 13,37 | 1      | Nv.           | Gültekin Uysal                                    |
|                          | Parti démocratique des peuples (HDP)          | 5 780   | 1,25  | 0      | en stagnation |                                                   |
|                          | Parti de la félicité (SP)                     | 5 102   | 1,11  | 0      | en stagnation |                                                   |
|                          | Parti patriote (VATAN)                        | 1 175   | 0,25  | 0      | en stagnation |                                                   |
|                          | Parti de la cause libre (HÜDA PAR)            | 994     | 0,22  | 0      | en stagnation |                                                   |
|                          |                                               |         |       |        |               |                                                   |
| Total                    | Total                                         | 461 207 | 100   | 6      | 1             | -                                                 |
| Inscrits / participation | Inscrits / participation                      | 507 706 | 90,44 |        |               |                                                   |

### Élections législatives de 2023
| Partis                   | Partis                                        | Voix    | %     | Sièges | +/-           | Élus                                             |
| ------------------------ | --------------------------------------------- | ------- | ----- | ------ | ------------- | ------------------------------------------------ |
|                          | Parti de la justice et du développement (AKP) | 215 288 | 44,16 | 3      | en stagnation | Ali Özkaya, İbrahim Yurdunuseven et Hasan Arslan |
|                          | Parti républicain du peuple (CHP)             | 91 589  | 18,79 | 1      | en stagnation | Burcu Köksal                                     |
|                          | Parti d'action nationaliste (MHP)             | 78 277  | 16,06 | 1      | en stagnation | Mehmet Taytak                                    |
|                          | Le Bon Parti (İYİ)                            | 60 212  | 12,35 | 1      | en stagnation | Hakan Şeref Olgun                                |
|                          | Nouveau parti de la prospérité (YRP)          | 14 353  | 2,94  | 0      | Nv.           |                                                  |
|                          | Parti de la victoire (ZP)                     | 10 764  | 2,21  | 0      | Nv.           |                                                  |
|                          | Parti de la grande unité (BBP)                | 5 275   | 1,08  | 0      | en stagnation |                                                  |
|                          | Parti de la patrie (M)                        | 3 848   | 0,79  | 0      | Nv.           |                                                  |
|                          | Parti de la gauche verte (YSP)                | 3 126   | 0,64  | 0      | en stagnation |                                                  |
|                          | Parti des travailleurs de Turquie (TIP)       | 1 495   | 0,31  | 0      | en stagnation |                                                  |
|                          | Parti de la nation (MP)                       | 842     | 0,17  | 0      | en stagnation |                                                  |
|                          | Parti des droits et libertés (HAK)            | 438     | 0,09  | 0      | en stagnation |                                                  |
|                          | Parti patriote (VATAN)                        | 421     | 0,09  | 0      | en stagnation |                                                  |
|                          | Parti de libération du peuple (HKP)           | 371     | 0,08  | 0      | en stagnation |                                                  |
|                          | Parti communiste de Turquie (TKP)             | 365     | 0,07  | 0      | en stagnation |                                                  |
|                          | Parti de l'union du pouvoir (GBP)             | 330     | 0,07  | 0      | Nv.           |                                                  |
|                          | Parti de gauche (SOL)                         | 150     | 0,03  | 0      | en stagnation |                                                  |
|                          | Parti de l'innovation (YP)                    | 135     | 0,03  | 0      | Nv.           |                                                  |
|                          | Mouvement communiste (TKH)                    | 128     | 0,03  | 0      | Nv.           |                                                  |
|                          | Parti de la justice (AP)                      | 31      | 0,01  | 0      | Nv.           |                                                  |
|                          | Parti de la justice et de l'unité (AB)        | 22      | 0,00  | 0      | Nv.           |                                                  |
|                          | Parti jeune (GP)                              | 18      | 0,00  | 0      | en stagnation |                                                  |
|                          | Parti de la mère patrie (ANAP)                | 14      | 0,00  | 0      | en stagnation |                                                  |
|                          | Parti de la route nationale (MYP)             | 3       | 0,00  | 0      | Nv.           |                                                  |
|                          |                                               |         |       |        |               |                                                  |
| Total                    | Total                                         | 487 495 | 100   | 6      | en stagnation | -                                                |
| Inscrits / participation | Inscrits / participation                      | 536 910 | 90,16 |        |               |                                                  |